# Humberto Coelho
Humberto Manuel de Jesus Coelho (20 d'abril de 1950) és un exfutbolista portuguès de la dècada de 1970 i entrenador.
Fou 64 cops internacional amb la selecció portuguesa.
Pel que fa a clubs, defensà els colors de SL Benfica i Paris Saint-Germain FC.
Fou el seleccionador portuguès a l'Eurocopa de 2000.

## Palmarès
Benfica
- Primeira Liga: 1968-69, 1970-71, 1971-72, 1972-73, 1974-75, 1980-81, 1982-83, 1983-84
- Taça de Portugal (6): 1968-69, 1969-70, 1971-72, 1979-80, 1980-81, 1982-83, 1984-85
- Supercopa Cândido de Oliveira: 1980